# Escamas paraventrales

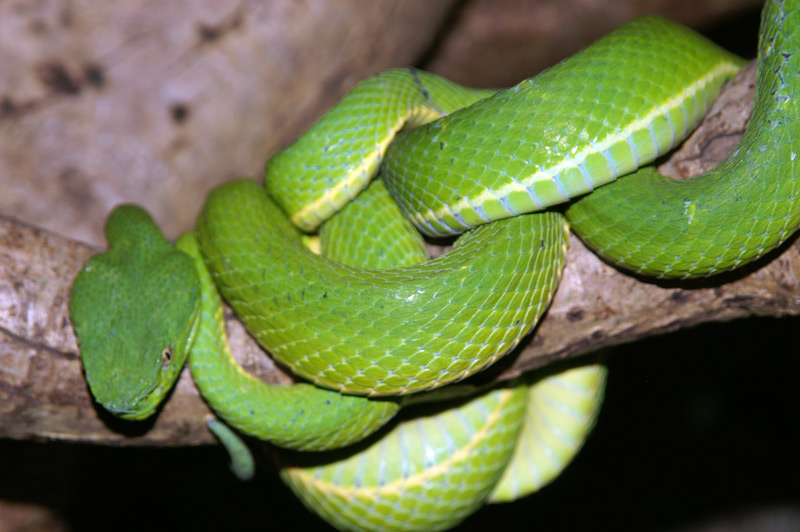
Bothriechis lateralis. La franja de color amarillo pálido corre a lo largo de la porción inferior de las escamas paraventrales

En las serpientes, las escamas paraventrales son las filas longitudinales de escamas dorsales que entran en contacto con las escamas ventrales. Estas son las primeras filas de escamas dorsales en ambos lados del cuerpo y generalmente son un poco más grandes que las escamas ubicadas más dorsalmente. En las especies que tienen escamas en su mayoría quilladas, las paraventrales suelen ser suaves o solo con una quilla débil.
El término paraventral también puede referirse al área a cada lado de las escamas ventrales.